# Spichlerz nad Narwią

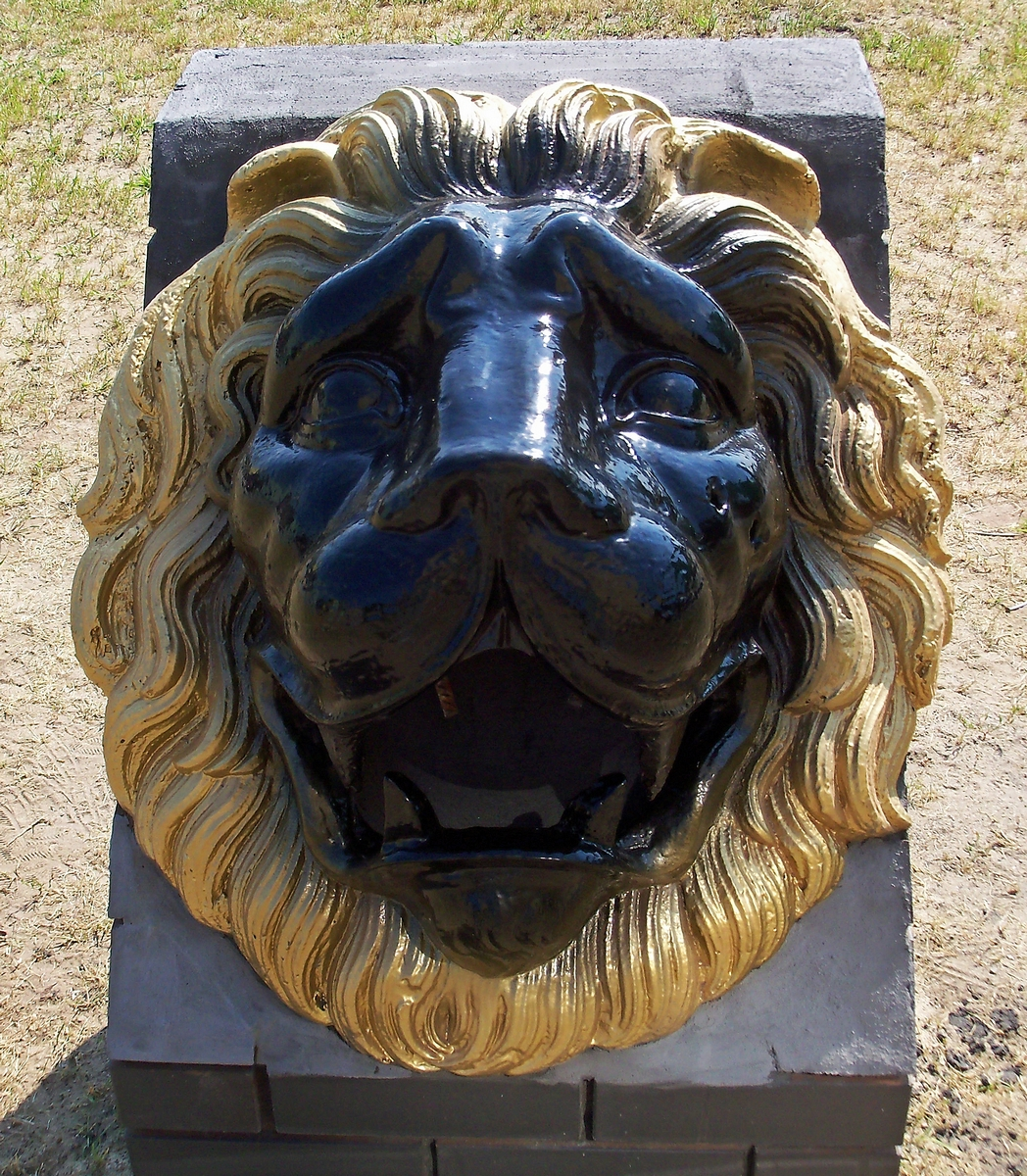
Stalowa głowa lwa pochodząca ze spichlerza zdobiąca dziś skwer na jednym z nowodworskich osiedli

Spichlerz nad Narwią – spichlerz zbudowany w latach 1838–1844 w Nowym Dworze Mazowieckim na tzw. „Kępie Szwedzkiej” przy ujściu Narwi do Wisły.

## Złoty wiek
Okazały gmach został zbudowany w stylu neorenesansowym według projektu architekta Jana Jakuba Gaya, a inwestorem był Bank Polski. Spichlerz oprócz zadań magazynowych mógł pełnić także funkcje obronne, gdyż na pierwszej kondygnacji zaopatrzony został w otwory przystosowane do prowadzenia ognia artyleryjskiego, a także ognia z broni palnej. Rolę magazynu zbożowego pełnił do 1853 r., kiedy został kupiony przez ówczesne władze wojskowe od Banku Polskiego z przeznaczeniem na magazyn twierdzy Modlin. 
W międzywojniu spichlerz był siedzibą Komendy Portu Wojennego Modlin, a potem Centralnej i Głównej Składnicy Marynarki Wojennej. Przechowywano w nim między innymi sprzęt saperski, funkcję tę pełnił do wybuchu II wojny światowej.

## Okres II wojny światowej i PRL-u
W czasie bombardowania 1939 spichlerz został wypalony w środku przez bomby zapalające, jednak jego grube mury ocalały i w takim stanie dotrwał do końca wojny. Po wojnie na polecenie władz komunistycznych przystąpiono do rozbiórki spichlerza, którą wstrzymał prof. Jan Zachwatowicz, naczelny architekt odbudowujący Warszawę. Jednak zachodnie skrzydło spichlerza zdążono już wyburzyć, a odzyskany budulec wykorzystano prawdopodobnie na różne naprawy.

## Współcześnie
W 1999 roku spichlerz zagrał rolę Zamku Horeszków w ekranizacji poematu Adama Mickiewicza Pan Tadeusz w reżyserii Andrzeja Wajdy.
W 2010 roku ruina spichlerza została sprzedana przez miasto Nowy Dwór Mazowiecki lokalnemu deweloperowi. W planach była odbudowa zachodniego skrzydła, powstanie 5-gwiazdkowego hotelu wraz z lądowiskiem na śmigłowce, nowymi apartamentami oraz przystanią dla żeglarzy.
Z powodów finansowych dewelopera spichlerz popada w coraz większą ruinę. Właścicielowi budynku  oraz jego żonie postawiono zarzuty celowego uszkodzenia zabytku. Z wykonanych prac można wymienić wstawienie stalowych ściąg i kotwic trzymających ściany razem. W roku 2023 budynek spichlerza wystawiono na licytację komorniczą.